# Picha
Picha, pseudonimo di Jean-Paul Walravens (Bruxelles, 16 maggio 1942), è un regista e animatore belga.
È stato, insieme a Ralph Bakshi, uno fra i volti più importanti nell'animazione per adulti.

## Carriera
Nelle sale italiane, è uscito soltanto Tarzoon - La vergogna della giungla nel 1975, ricevendo critiche piuttosto negative a causa del suo humour a doppio senso (per questa ragione fu vietato ai minori di 18 anni).
Ha partecipato, nel 1980, al Festival di Cannes con il film Le chaînon manquant, rileggendo la creazione della terra, ed, in seguito, ha realizzato due serie TV per le Olimpiadi e i Mondiali di calcio, edite anche nelle televisioni italiane, con i titoli Zoo Olympics e Zoo Cup.
L'ultima sua opera risale al 2007, una rilettura di Bianca Neve, dal titolo Blanche Neige, la suite, ricalcando sempre lo stile classico di Picha.